# Тилекуш (Бихор)
Тилекуш (рум. Tilecuș) насеље је у Румунији у округу Бихор у општини Тиљагд. Oпштина се налази на надморској висини од 211 m.

## Становништво
Према подацима из 2002. године у насељу је живело 906 становника, од којих су сви румунске националности.